# Buste de vieillard croisant les mains et se tirant la barbe
Le Buste de vieillard croisant les mains et se tirant la barbe est une peinture à l'huile sur bois de 64,5 × 48,4 cm  réalisée au début du XVIIe siècle par le peintre flamand Jacob Jordaens et conservée au Musée de Picardie d'Amiens.

## Histoire
Le tableau a été réalisé par Jacob Jordaens vers 1618-1620 qui avait fréquenté l'atelier libre fondé en 1615-1616 par Antoine van Dyck, puis en 1618-1620 celui de Rubens. Il réalisa alors de nombreuses figures d'étude, modèles pouvant être repris dans des compositions plus importantes. On peut rapprocher ce tableau de deux autres figures de vieillards en buste, de dimensions similaires et d'une datation sans doute très proche : Saint Pierre et Vieillard le doigt levé.

## Caractéristiques
Cette œuvre se caractérise par l'attitude tourmentée du personnage et le réalisme du visage et des mains. L'attention du spectateur est entièrement dirigée sur le visage aux traits creusés. Le vieillard a les épaules couvertes d'un manteau sombre, les cheveux en désordre, la tête et les yeux baissés, les mains croisées tirant sur la barbe.